# Бирит
Бирит — село в Балаганском районе Иркутской области России. Административный центр Биритского муниципального образования. Находится на берегу залива Бирит Братского водохранилища, примерно в 10 км к северо-западу от районного центра, посёлка Балаганск, на высоте 464 метров над уровнем моря.

## Население
В 2002 году численность населения села составляла 663 человек (333 мужчины и 330 женщин). По данным переписи 2010 года, в селе проживало 565 человек (284 мужчины и 281 женщина).

## Улицы
Уличная сеть села состоит из 11 улиц.

## Известные уроженцы
- Суворова, Татьяна Дмитриевна — русская певица, исполнительница русских народных песен. Заслуженная артистка России.